# جون إيمري
جون إيمري (بالإنجليزية: John Emery)‏ (و. 1932  م) هو متزلج جماعي كندي، ولد في مونتريال، شارك في الألعاب الأولمبية الشتوية 1964، وزلاجة جماعية في الألعاب الأولمبية الشتوية 1964 – أربعة رجال ‏.

## روابط خارجية
- جون إيمري على موقع أوليمبيديا (الإنجليزية)
- جون إيمري على موقع اللجنة الأولمبية الكندية (الإنجليزية)
- جون إيمري على موقع قاعة كندا للمشاهير الرياضية (الإنجليزية)
- جون إيمري على موقع قاعة كيبيك للمشاهير الرياضية (الفرنسية)